# Heo Min-jin
Heo Min-jin (hangul: 허민진), född 12 juli 1990 i Seoul, mer känd under artistnamnet Choa, är en sydkoreansk sångare, skådespelare och musikalartist. Hon är mest känd som en av medlemmarna i tjejgruppen Crayon Pop.

## Karriär
Choa debuterade med tjejgruppen Crayon Pop i juni 2012 och sommaren 2013 hade de sitt stora genombrott med hitsingeln "Bar Bar Bar". Tillsammans med Crayon Pop har Choa varit med och släppt flera album och singlar, vunnit musikpriser och framträtt utomlands, men under tiden som gruppmedlem har hon även utfört ett par andra projekt.
I juni 2014 medverkade Choa i musikvideon tillhörande duogruppen Zan Zans singel "Chicken Feet". Låten spelades in i två versioner, varav en som Choa själv är med och sjunger i. Choa gjorde sin debut som skådespelare i TV-dramat Hi! School: Love On som började sändas på KBS i juli 2014. I maj 2014 rapporterades det att Crayon Pops tvillingar Choa och Way skulle bilda en undergrupp, och i september samma år bekräftade Chrome Entertainment att duogruppen med namnet Strawberry Milk skulle debutera i oktober. En teaser från musikvideon tillhörande singeln "OK" släpptes den 10 oktober, innan hela musikvideon hade premiär den 15 oktober, samma dag som Strawberry Milks första album också släpptes.
I april 2015 var Choa och Way sångare i låten "Road" av Bear Planet (Kim Yoo-min), låtskrivaren bakom Crayon Pops hitlåt "Bar Bar Bar". I september 2015 medverkade Choa som modell i tidskriften International bnt. Mellan augusti och november 2015 medverkade Choa i musikalen Dreaming of One Summer Night, en sammanflätad berättelse baserad på En midsommarnattsdröm av William Shakespeare och den koreanska folksagan Janghwa Hongryeon jeon. Hon medverkade dessutom i musikalen Princess Deokhye samma år. Den 13 januari 2016 släpptes den digitala singeln "I Hate You", en ballad framförd av Choa tillsammans med Way. Den 2 juli 2016 släppte Choa och Way låten "Always" som är OST till TV-serien Mirror of the Witch på JTBC.

## Privatliv
Choa är tvillingsyster till Crayon Pops andra gruppmedlem Way. Choa blev själv rekommenderad  till skivbolaget Chrome Entertainment av sin syster. Det var Choa som kom på idén att Crayon Pop skulle ha på sig hjälmar som en del av det unika konceptet till hitsingeln "Bar Bar Bar", en utstyrsel som också kom att bli en ikon för gruppen.
I februari 2016 tog Choa examen vid Seoul Institute of the Arts efter sju år.

## Diskografi

### Album
| Albuminformation                                                              | Topplacering          |
| Albuminformation                                                              | Sydkorea (Gaon Chart) |
| ----------------------------------------------------------------------------- | --------------------- |
| The 1st Mini Album (EP-skiva) - Släppt: 15 oktober 2014 (som Strawberry Milk) | 8                     |

### Singlar
| År   | Titel                                        | Topplacering          |
| År   | Titel                                        | Sydkorea (Gaon Chart) |
| ---- | -------------------------------------------- | --------------------- |
| 2014 | "Chicken Feet" (av Zan Zan)                  | —                     |
| 2014 | "OK" (som Strawberry Milk)                   | 93                    |
| 2015 | "Road" (av Bear Planet, med Way)             | —                     |
| 2016 | "I Hate You" (med Way)                       | —                     |
| 2016 | "Always" (OST: Mirror of the Witch, med Way) | —                     |

## Filmografi

### TV-drama
| År   | Titel               | Kanal | Roll                |
| ---- | ------------------- | ----- | ------------------- |
| 2014 | Hi! School: Love On | KBS2  | Jin-young (student) |